# Morropón (distrito)
Morropón é um distrito do Peru, departamento de Piura, localizada na província de Morropón.

## Transporte
O distrito de Morropón é servido pela seguinte rodovia:
- PE-1NR, que liga a cidade de Chulucanas ao distrito de Pacaipampa
- PE-2C, que liga a cidade ao distrito de Buenos Aires [2][3][4]